# Базан Леонід Анатолійович
Леонід Базан (болг. Леонид Бъзън; нар. 11 червня 1985, село Виноградівка Арцизького району Одеської області) — український і болгарський борець вільного стилю, майстер спорту України міжнарідного класу, заслужений майстер спорту Болгарії, 3-х разовий  призер чемпіонатів Європи, учасник Олімпійських ігор.

## Біографія
Народився 11 червня 1985 року в селі Виноградівка Арцизького району Одеської області. У 1997 році переїжджає в Ізмаїл, де тренується у заслуженого тренера України з вільної боротьби Миколи Стоянова. Під його керівництвом Базан домагається перших успіхів на Українській і міжнародній арені. Виступав за збірну України. У її складі був третім на чемпіонаті світу 2005 року серед юніорів. В 2006 році виборов бронзову медаль чемпіоната світу сред студентів, чемпіоната України, Кубка України та Літньої Універсіади України. В 2007 році був третім на Всеукраїнських літніх спортивних іграх. Чемпіон Кубку України 2007 та чемпіоната України 2008 років.     
Разом з командою України став четвертим на Кубку світу 2007 року. В 2009 переїжджає до Болгарії, де став виступати за клуб «Чорноморський сокіл» (Варна). В 2010 році виграв чемпіонат Болгарії з вільної боротьби в категорії до 66 кг. З 2011 року Базан захищає кольори болгарської збірної. У її складі був фіналістом (пʼяте місце) чемпіонату світу 2011 року, срібним призером чемпіонату Європи 2011 та 2012 років, бронзовим призером чемпіонату Європи 2013 року. Учасник Олімпійських ігор в Лондоні.  
| Змагання                    | Збірна   | Вагова категорія | Місце |
| --------------------------- | -------- | ---------------- | ----- |
| Літні Олімпійські ігри 2012 | Болгарія | 66 кг            | 14    |

## Виступи на Чемпіонатах світу
| Змагання                        | Збірна   | Вагова категорія | Місце |
| ------------------------------- | -------- | ---------------- | ----- |
| Чемпіонат світу з боротьби 2011 | Болгарія | 66 кг            | 5     |
| Чемпіонат світу з боротьби 2014 | Болгарія | 74 кг            | 18    |

## Виступи на Чемпіонатах Європи
| Змагання                         | Збірна   | Вагова категорія | Місце  |
| -------------------------------- | -------- | ---------------- | ------ |
| Чемпіонат Європи з боротьби 2011 | Болгарія | 66 кг            | Срібло |
| Чемпіонат Європи з боротьби 2012 | Болгарія | 66 кг            | Срібло |
| Чемпіонат Європи з боротьби 2013 | Болгарія | 74 кг            | Бронза |

## Виступи на Кубках світу
| Змагання                    | Збірна   | Вагова категорія | Місце |
| --------------------------- | -------- | ---------------- | ----- |
| Кубок світу з боротьби 2007 | Україна  | 66 кг            | 4     |
| Кубок світу з боротьби 2012 | Болгарія | 66 кг            | 12    |

## Виступи на інших змаганнях
| Змагання                                             | Збірна   | Вагова категорія | Місце  |
| ---------------------------------------------------- | -------- | ---------------- | ------ |
| Літня Універсіада 2006                               | Україна  | 66 кг            | Бронза |
| Турнір Дана Колова — Николи Петрова 2011             | Болгарія | 66 кг            | Золото |
| Київський Міжнародний турнір з вільної боротьби 2011 | Болгарія | 66 кг            | Бронза |
| Меморіал Вацлава Циолковського 2011                  | Болгарія | 66 кг            | 5      |
| Вогні Москви 2011                                    | Болгарія | 66 кг            | Бронза |
| Турнір Дана Колова — Николи Петрова 2012             | Болгарія | 66 кг            | Бронза |
| Турнір Яшара Догу 2012                               | Болгарія | 66 кг            | 29     |
| Турнір Дана Колова — Николи Петрова 2013             | Болгарія | 74 кг            | Бронза |
| Меморіал Вацлава Циолковського 2013                  | Болгарія | 74 кг            | 7      |
| Турнір Дана Колова — Николи Петрова 2014             | Болгарія | 74 кг            | Золото |
| Відкритий чемпіонат Монголії з боротьби 2014         | Болгарія | 74 кг            | Бронза |
| Турнір Степана Саргісяна 2014                        | Болгарія | 70 кг            | Срібло |